# Rabenkirchen-Faulück
Rabenkirchen-Faulück (tiếng Đan Mạch: Ravnkær-Fovlløk) là một đô thị thuộc huyện Schleswig-Flensburg, trong bang Schleswig-Holstein, nước Đức. Đô thị Rabenkirchen-Faulück có diện tích 14,21 km², dân số thời điểm 31 tháng 12 năm 2006 là 660 người.